# Condado de Watonwan
El condado de Watonwan (en inglés: Watonwan County), fundado en 1860 y con su nombre dado por la palabra indígena watonwan que significa «donde abundan los peces», es un condado del estado estadounidense de Minnesota. En el año 2000 tenía una población de 11.876 habitantes con una densidad de población de 11 personas por km². La sede del condado es St. James.

## Geografía
Según la oficina del censo el condado tiene una superficie total de 1139 km² (439,8 mi²), de los que 1125 km² (434,4 mi²) son tierra y 14 km² (5,4 mi²) (1,23%) son agua. Dispone de numerosos lagos con nombres tales como: Bergdahl, Bullhead, Butterfield, Case, Cottonwood, Ewy, Fedji, Irish, Long, Mary, Mud, Kansas, School, St. James, Sulem y Wood.

### Condados adyacentes
- Condado de Brown - norte
- Condado de Blue Earth - este
- Condado de Martin - sur
- Condado de Jackson - suroeste
- Condado de Cottonwood - oeste

### Principales carreteras y autopistas
- Carretera estatal 4
- Carretera estatal 15
- Carretera estatal 30
- Carretera estatal 60

## Demografía
Según el censo del 2000 la renta per cápita media de los habitantes del condado era de 35.441 dólares y el ingreso medio de una familia era de 42.321 dólares. En el año 2000 los hombres tenían unos ingresos anuales 29.242 dólares frente a los 19.788 dólares que percibían las mujeres. El ingreso por habitante era de 16.413 dólares y alrededor de un 9,80% de la población estaba bajo el umbral de pobreza nacional.

## Ciudades y pueblos
- Butterfield
- Darfur
- La Salle
- Lewisville
- Madelia
- Odin
- Ormsby
- St. James

### Municipios
- Municipio de Adrian
- Municipio de Antrim
- Municipio de Butterfield
- Municipio de Fieldon
- Municipio de Long Lake
- Municipio de Madelia
- Municipio de Nelson
- Municipio de Odin
- Municipio de Riverdale
- Municipio de Rosendale
- Municipio de South Branch
- Municipio de St. James

### Comunidades no incorporadas
- Godahl
- Sveadahl